# Naaz
Naaz Mohammad (Gorinchem, 8 juni 1998), kortweg Naaz, is een Nederlandse singer-songwriter.

## Biografie
Haar ouders vluchtten tijdens de Golfoorlog uit Irak. Naaz werd in Gorinchem geboren en groeide op in Rotterdam. Zij kreeg een strenge en beschermende opvoeding, totdat het gezin een auto-ongeluk kreeg. Daardoor ontstond het besef dat het leven kort is. Naaz kreeg de mogelijkheid om zich met muziek bezig te houden. Tot haar 18e was ze tamelijk introvert, maar de aandacht voor haar, nadat haar carrière een aanvang maakte, beviel haar. Het pesten zong ze van zich af.
Naaz deed in 2014 mee aan het zevende seizoen van het televisieprogramma Holland's Got Talent, maar pas in 2017 kreeg zij bekendheid door haar nummers Words en Up to Something. Beide nummers wisten de tipparade van de Nederlandse Top 40 te bereiken. Op 20 april 2018 bracht zij haar eerste ep uit, met de titel Bits Of Naaz. In het najaar van 2019 bracht de zangeres een tweede ep The Beautiful Struggle uit, waarvan TAPED de bekendste single is. Eind 2019 en begin 2020 verzorgde ze het voorprogramma van de Europese tournee van Melanie Martinez.
In de jaren 2020, 2021 en 2022 was Naaz niet actief in de muziekwereld. In 2022 bracht Naaz de single Sad Violins uit, die het begin inluidt van een nieuwe albumcampagne.

## Discografie

### Singles
| Single met eventuele hitnotering(en) in de Nederlandse Top 40 | Datum van verschijnen | Datum van binnenkomst | Hoogste positie | Aantal weken | Opmerkingen                            |
| ------------------------------------------------------------- | --------------------- | --------------------- | --------------- | ------------ | -------------------------------------- |
| Sadboy                                                        | 2016                  |                       |                 |              |                                        |
| Words                                                         | 2017                  | 2017                  | tip10           |              | Nr 42 in de Mega Top 50 / 3FM Megahit  |
| Can't                                                         | 2017                  |                       |                 |              |                                        |
| Up to Something                                               | 2017                  | 2017                  | tip9            |              | Nr. 40 in de Mega Top 50 / 3FM Megahit |
| Loving Love                                                   | 2018                  | 2018                  | tip11           |              | Nr. 43 in de Mega Top 50 / 3FM Megahit |
| Mute Love                                                     | 2020                  |                       |                 |              |                                        |
| Sad Violins                                                   | 2022                  |                       |                 |              |                                        |
| Azadî                                                         | 2022                  |                       |                 |              |                                        |
| BARANA                                                        | 2023                  |                       |                 |              |                                        |

| Titel           | Artiest            | Jaar | Hitlijsten |
| --------------- | ------------------ | ---- | ---------- |
| Feel It         | Yellow Claw, Naaz  | 2015 | -          |
| Catch Me        | Yellow Claw, Naaz  | 2015 | -          |
| Brighter Future | Big Gigantic, Naaz | 2016 | -          |
| Stay Sane       | SRNO, Naaz         | 2016 | -          |

### Albums
| Album met eventuele hitnotering(en) in de Nederlandse Album Top 100 | Datum van verschijnen | Datum van binnenkomst | Hoogste positie | Aantal weken | Opmerkingen |
| ------------------------------------------------------------------- | --------------------- | --------------------- | --------------- | ------------ | ----------- |
| Bits of Naaz EP                                                     | 20-04-2018            | 28-04-2018            | 82              | 1*           |             |
| The Beautiful Struggle EP                                           | 04-10-2019            | -                     | -               | -            |             |
| Never Have I Ever                                                   | 11-01-2023            | -                     | -               | -            |             |

## Prijzen
Naaz heeft meerdere prijzen voor haar nummers gewonnen, waarvan haar twee Edison Pop-prijzen het meest notabel zijn. In 2017 werd ze ook genomineerd voor de XITE Awards 2017 in de categorieën Best Music Video en Best Kickstart.
| Prijs      | Categorie              | Jaar |
| ---------- | ---------------------- | ---- |
| Edison Pop | Nieuwkomer             | 2018 |
| Edison Pop | Videoclip (voor Words) | 2018 |

| Prijs            | Categorie        | Jaar |
| ---------------- | ---------------- | ---- |
| XITE Awards 2017 | Best Music Video | 2017 |
| XITE Awards 2017 | Best Kickstart   | 2017 |